# ジャボチカバ
ジャボチカバ（学名: Plinia cauliflora (Mart.) Kausel、英語: Jabuticaba）はフトモモ科の常緑高木。幹に直接生える、果皮が濃紫色または濃紺色の果実が食用となる。名称はブラジル先住民族トゥピの言葉で「亀のいる地」という意味。別名がいくつもあり、「ブラジリアングレープツリー」「ジャブチカバ」「ジャボチカ」「グアペルー」「ヒバプルー」「ウバプルー」「サバラ」などと呼ばれる。南アメリカ大陸（ブラジル、アルゼンチン、パラグアイ、ボリビアなど）を原産地とし、現在は果物として収穫するため栽培されている。

## 概要

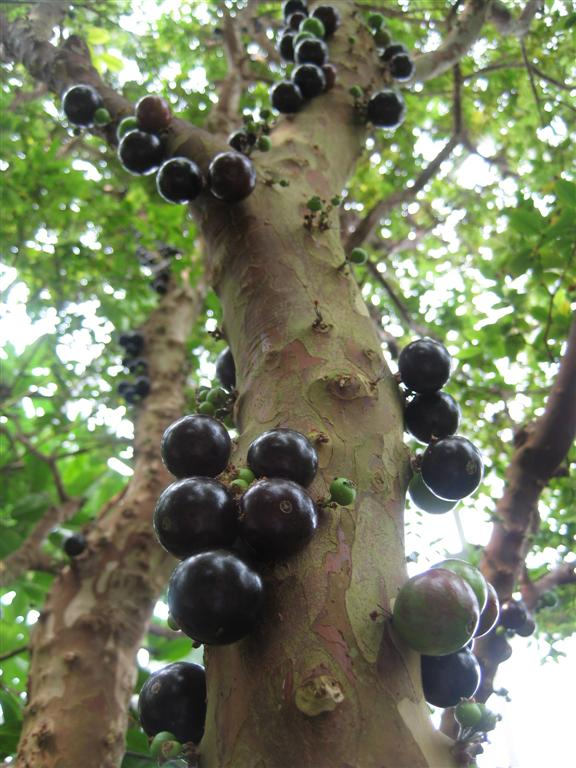
幹に直接実る果実

幼木期の葉はサーモン色で、成長するにつれて緑色に変化していく。成長は非常に遅く、湿度と弱酸性の土壌を好むが、水の管理をきちんと行えばアルカリ性の強い砂浜近くにも適応する。樹高は品種によってまちまちであり、野生のものは15mほどになる。
白色の花は幹に直接開花し、結実するのが大きな特徴で、旧キブドウ属（木葡萄属;Myrciaria）の名称由来にもなっている。果実は直径3 - 4cmで1 - 4個の種子を含む。濃紫色のやや厚い果皮を持ち、果肉は白色もしくはピンク色をしている。果肉は糖度16～20度で甘酸っぱく、ブドウやライチやブルーベリーを合わせたような味で軟らかいことから好んで生食され、ブラジルの市場では常に一般的に売られている。果実は日持ちしない為、ゼリー、ジャム、ジュース、ワイン、リキュール等への加工も盛んである。熱帯では四季成りの性質を持ち、時期を選ばずに収穫出来る。

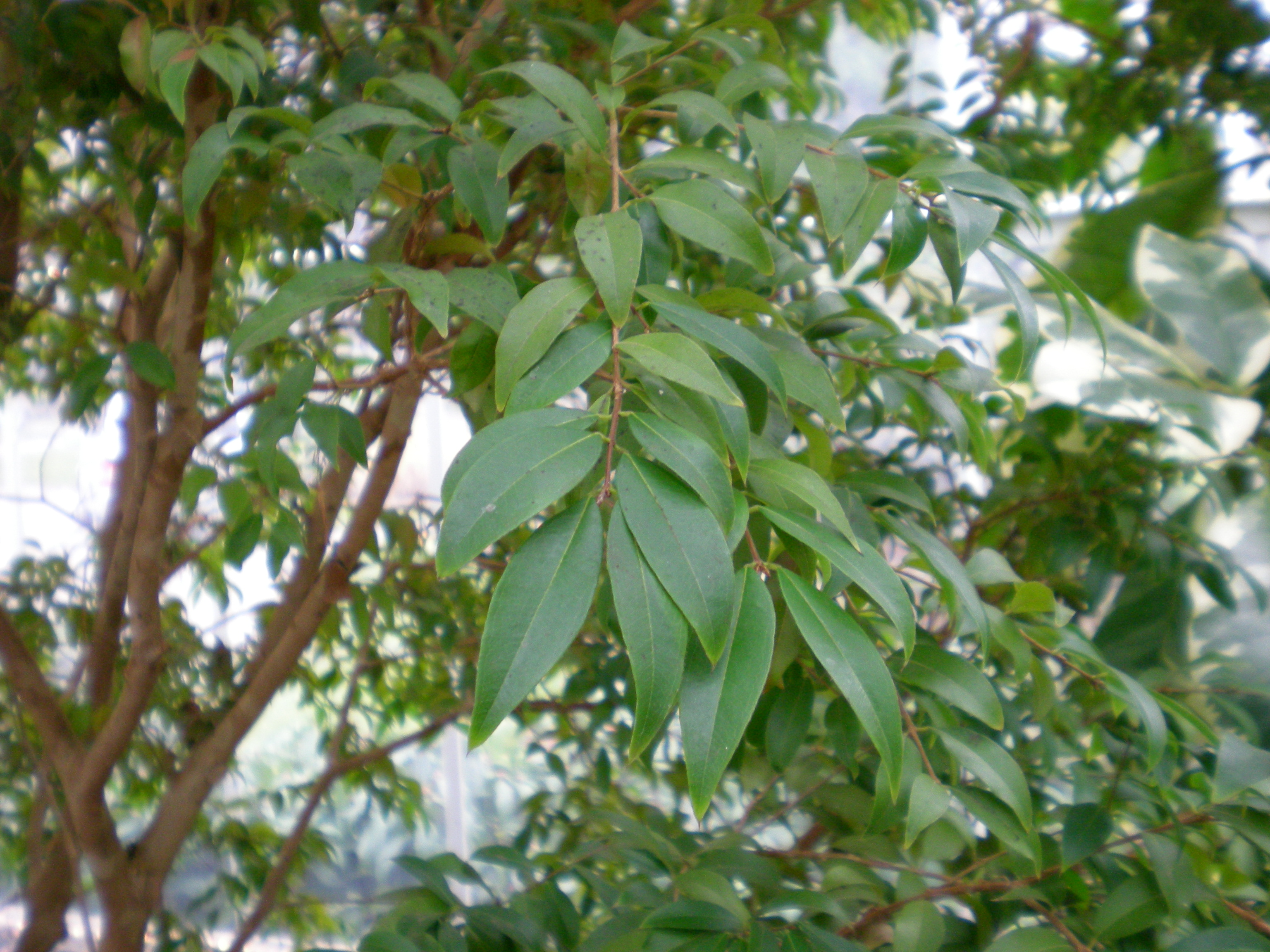
ジャボチカバの葉

## 利用状況

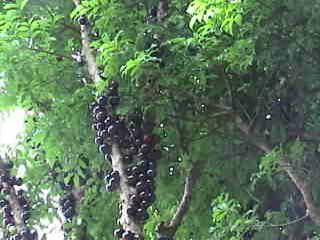
ブラジルのジャボチカバ

ブラジルでは消費が多く、盛んに経済栽培が行われている。また、カリブ海諸国で広く栽培されている他、アメリカ合衆国のテキサス州、カリフォルニア州などでも栽培される。カリフォルニアに持ち込まれたのは100年以上も前で、かなり涼しいサンフランシスコ周辺での露地栽培の記録もある。日本では沖縄県や鹿児島県などで少量の栽培が行われている。
同じキブドウ属とされていた近縁種にカムカム、ホワイト・ジャボチカバ、ブルー・グレープなどの果樹があるが、カムカム以外は日本ではほとんど知られていない。
乾燥した果皮を煎じて喀血、喘息、下痢、扁桃腺肥大の治療薬として伝統的に使われている。後に抗酸化成分、抗炎症成分、抗癌性成分が果実から分離された。
ブラジル・ミナスジェライス州コンタジェンの市章や市旗にデザインされている。

## 栽培
植木鉢で育てやすいこともあり、熱帯地域では盆栽に広く使用され、特に台湾やカリブ海諸国で人気がある。
日本では小葉系と大葉系と中葉系（大実の成る系統はアッスーと名付けられている）に分類され流通している。種子は多胚なので母樹と同じ遺伝特性を持つが、実生栽培では成長が遅い為、沖縄県などでは取り木や挿し木で増やされている。静岡県ではハウス栽培され、鮮度が落ちるのが早いため、農園カフェで提供されている。